# 久慈直太郎
久慈 直太郎（くじ なおたろう、1881年（明治14年）12月29日 - 1968年（昭和43年）6月26日）は、日本の産婦人科学者である。

## 経歴・人物
神奈川県横浜市金沢区に生まれ、岩手県にて育つ。その後上京し東京帝国大学医科大学（現在の東京大学医学部）に入学し、1906年（明治39年）に同大学を卒業した。卒業後は留学のため渡米し、帰国後は母校の東大医科大学の副手や盛岡市に所在する岩手病院（現在の岩手県立中央病院）の産婦人科の科長として活動する。その後は朝鮮総督府に渡り同府が運営する医院の副医官や、1916年（大正5年）には京城医学専門学校にて教鞭を執った。
1921年（大正10年）には医学博士を取得し、翌々年の1923年（大正12年）より旧制の金沢医科大学（現在の金沢大学医学部）の教授として活動する。その後は同大学付属医院（現在の金沢大学附属病院）の院長や日本赤十字社の石川県支部長および産院の院長等を務めた。1949年（昭和24年）には東京女子医科大学の学長を務め、理事長も兼任した。またこの頃の久慈は趣味として能楽があり、特に宝生流に造詣が深かったとされている。

## 受賞歴・栄典
- 保険文化賞（1955年）
- 藍綬褒章（受章年不明）
- 勲二等瑞宝章（受章年不明）

## 著書
- 『産婦人科臨床のために』
- 『図解産婦人科手術学』